# Coucou à ventre roux
Cacomantis sepulcralis
Espèce
Le Coucou à ventre roux (Cacomantis sepulcralis) est une espèce d'oiseaux de la famille des Cuculidae. 

## Répartition
Son aire s'étend à travers l'Insulinde.

## Systématique
C'est un taxon monotypique considéré par certains auteurs comme une sous-espèce du Coucou des buissons (Cacomantis variolosus).